# Polystichum lanceolatum
Polystichum lanceolatum är en träjonväxtart som först beskrevs av Bak., och fick sitt nu gällande namn av Friedrich Ludwig Diels. Polystichum lanceolatum ingår i släktet Polystichum och familjen Dryopteridaceae. Inga underarter finns listade.